# Ельменгорст (Північна Передня Померанія)
Ельменгорст (нім. Elmenhorst) — громада в Німеччині, розташована в землі Мекленбург-Передня Померанія. Входить до складу району Передня Померанія-Рюген. Складова частина об'єднання громад Мільцов.
Площа — 22,49 км2. Населення становить 716 ос. (станом на 31 грудня 2020).